# Ryc
Ryc – odmiana herbu szlacheckiego Wieniawa.

## Opis herbu
Ryc – Bawola głowa odmiana – W polu srebrnem – głowa bawoła czarna ze srebrnemi rogami wprost. Nad hełmem – między dwoma piórami strusiemi: prawem czarnem, lewem srebrnem – strzała błękitna żeleźcem w dół. Labry czarne podbite srebrem.

## Najwcześniejsze wzmianki
XIV wiek. Odmiana przysługująca rodzinie Ryc, w Prusiech i na Pomorzu w XIV stuleciu osiadłej.

## Herbowni
Ryc, Rydz.